# Erik Janiš
Erik Janiš (* 23. září 1987) je český automobilový závodník. K největším úspěchům jeho kariéry patří vítězství v klasifikaci nováčků série Formula 3 Euro Series v roce 2008. Jeho bratr Jarek je také motoristický závodník.

## Počátky kariéry
Od šesti let (1994) začal závodit v rámci domácího motokárového šampionátu třídy Comer 80, které zůstal věrný až do jedenácti let. V roce 1998 ji opouštěl již jako čtyřnásobný mistr republiky. V sezoně 1998 zamířil také do kategorie Kadet a ani zde nenašel přemožitele. Roku 1999 se opět radoval z triumfu v kategorii Kadet, zlato vybojoval i v prestižní třídě ICA-J 100, jíž vládl i v letech 2000 až 2002, získal Pohár autoklubu České republiky a v novinářské anketě Zlatý volant obsadil třetí příčku v hodnocení motokárových jezdců.
V roce 2001 opět ovládl šampionát třídy ICA-J 100, v evropském šampionátu třídy ICA 100 Kadet získal ocenění Green helmet a ve čtrnácti letech se stal nejmladším vítězem v historii ankety Zlatý volant. V roce 2002 naposledy ovládl Mezinárodní mistrovství České republiky motokár třídy ICA-J 100, ale zároveň začal sbírat s Fordem Fiestou první zkušenosti v závodech automobilů na okruzích.
Rok 2003 znamenal přestup do monopostu a účast v německém seriálu ADAC BMW Junior Cup. Po tomto intermezzu se olomoucký jezdec ale na dvě sezony vrátil opět do sedadla motokáry, tentokrát však ve třídě ICC 125. V roce 2004 vybojoval 5. místo v klasifikaci německého šampionátu a 7. v hodnocení evropské série, svou úspěšnou motokárovou kariéru ovšem korunoval o rok později, kdy se radoval ze zisku titulu mistra Evropy třídy ICC 125.
V roce 2007 dokončil studium na Střední průmyslové škole strojnické v Olomouci.

## Škoda Octavia Cup
V sezoně 2006 Erik Janiš startoval v seriálu Česká pojišťovna – Škoda Octavia Cup, vyhrál dva závody a v konečném účtování sezony obsadil 6. místo.
Česká pojišťovna – Škoda Octavia Cup a boj o mistrovský titul byly jednou z hlavních priorit Erika Janiše i v sezoně 2007. A devatenáctiletý jezdec opět obstál: mistrovský titul si zajistil již dva závody před koncem seriálu na konci srpna v Mostě. V zahraničí závodil hlavně za volantem Lamborghini Gallardo v rámci seriálu FIA GT3, nebo při závodech International Formula Masters.

## A1GP
Na podzim Erik debutoval v barvách českého týmu A1GP a hned při prvním podniku v Zandvoortu dokázal bodovat. Stihl odjet tři podniky, mezitím už se dohodlo jeho angažmá v juniorském továrním týmu Mercedesu v evropské sérii F3 a mladý jezdec se plně soustředil na nadcházející sezónu.

## F3 Euro Series
Ve své první sezoně v F3 Euro Series se Erik stal celkovým vítězem hodnocení nováčků, v němž se bojovalo do samého konce sezóny. Vítězstvím v klasifikaci „rookies“ uhájil pozici, kterou přes velkou konkurenci okupoval téměř po celý rok. Junior Mercedesu Benz vyhrál šampionát s náskokem dvou bodů.

## International Formula Master
Na začátku roku 2009 zúčastnil kompletního testovacího programu International Formula Master. V úvodních dvou podnicích na startu společně s českým týmem ISR chyběl, aby se při domácím podniku v Brně do formulové série vrátil. Na maďarském okruhu Hungaroring, kde se závod IFM jel jako doprovodný podnik formule 1, vybojoval v nedělní druhé jízdě třetí místo. Třetí pozici získal ještě ve Spa a na Oscherslebenu. Jarní čekání si Erik zkrátil premiérovým startem v Le Mans Series s Lamborghini Murcielago R-GT v belgickém Spa, kde společně s kolegy Peterem Koxem a Filipem Salaquardou obsadili druhé místo ve třídě LMGT1 a v premiérovém závodě Lamborghini Super Trofeo v Adrii.